# Hepatotoxicitat
Hepatotoxicitat (del grec: hḗpar = fetge i toxikón = verí) és la capacitat que té una substància de causar dany en el fetge. El dany pot estar causat per elements químics, productes químics o components orgànics vegetals, com els alcaloides pirrolizinídics.
El fetge té un paper central en la transformació i eliminació metabòlica del cos de molts compostos químics i és susceptible de toxicitat per aquests agents. La sobredosi de determinats fàrmacs o fins i tot la seva administració a dosis terapèutiques poden ser causa de lesions en aquest òrgan. La fitoteràpia i els complements dietètics herbals i diversos agents químics usats en laboratoris i indústries o presents en el medi ambient, com ara la microcistina poden induir l'hepatotoxicitat. A Espanya, l'any 2005 es van enregistrar quatre casos d'hepatotoxicitat relacionada amb el consum d'anorexigens basats en plantes. Les substàncies tòxiques que específicament causen danys al fetge s'anomenen hepatotoxines. L'ocratoxina A és una de les hepatotoxines d'origen fúngic més perilloses per a humans i animals. Diverses espècies de bolets són altament hepatotòxiques i la seva ingesta pot causar una fallida hepàtica letal. Una d'elles és Amanita phalloides, que conté amatoxines generadores d'una apoptosi hepatocitària massiva per inhibició de l'enzim ARN polimerasa II. Una altra és Lepiota brunneoincarnata. Els pèptids verinosos presents en les secrecions de la pell de la granota Phyllomedusa bicolor, emprades en rituals xamànics, poden originar hepatitis tòxiques greus.
Hi ha més de 900 medicaments que lesionen el fetge, com ara antiinflamatoris no esteroidals, antiandrògens, antidepressius i antipsicòtics, antiepilèptics, agents osmòtics, antiagregants plaquetaris, opioides, inhibidors del pèptid similar al glucagó tipus 1 i del polipèptid insulinotròpic depenent de la glucosa, analgèsics, inhibidors de la bomba de protons, antiretrovirals o alguns dels emprats en el tractament de la tuberculosi i és la causa més comuna de la seva retirada del mercat. L'administració de determinats antibiòtics, neurolèptics i antiprotozoaris pot comportar el ràpid desenvolupament d'una insuficiència hepàtica aguda. S'ha descrit l'aparició d'hepatotoxicitat en casos d'atròfia muscular espinal tractats amb el vector víric onasemnogene abeparvovec. Algunes vegades, la quimioteràpia causa un dany subclínic al fetge que només es detecta amb la pràctica de determinacions enzimàtiques de la funció hepàtica. Moltes activitats laborals tenen un important risc d'exposició a primeres matèries i productes en procés d'elaboració o ja acabats amb propietats hepatotòxiques, com ara els dissolvents.